# ساكوجي يوشيمورا
ساكوچي يوشيمورا (باليابانية: 吉村 作治)، عالم مصريات ياباني. وهو حالياً مدير معهد علم المصريات بجامعة واسيدا في طوكيو. وهو أول رئيس لجامعة سايبر.

## سيرته العمليّة
قام بتنظيم أول رحلة استكشافية أثرية إلى مصر تابعة لجامعة واسيدا عام 1966، وأجرى كثير من البحوث لأكثر من 35 عاماً في مصر. وهو عضو في جمعية دراسات الشرق الأدنى في اليابان ومعهد الهندسة المعمارية في اليابان.

## منشورات
- تحقيق الهرم الغير مدمر، كتاب عام 1987.